# 斑竹垱镇
斑竹垱镇，是中华人民共和国湖北省荆州市公安县下辖的一个乡镇级行政单位。

## 行政区划
斑竹垱镇下辖以下地区：
斑竹垱社区、胡家场社区、花大堰社区、镇和社区、双石桥村、寿祠桥村、镇江村、莲花垱村、沙口子村、劲松村、天子庙村、长埂堤村、胡家场村、鹅颈湖村、学堂街村、杨家沟村、全美村、伍家场村、殷流咀村、永丰村、车家垱村、长生观村、双东村、中伏桥村、鸡公堤村、关流咀村、汴河村、碾子沟村、杨家码头村、苏家渡村、南池口村、花园村和同和村。

## 交通
- 351国道过境。